# Justicia pedemontana
Justicia pedemontana är en akantusväxtart som beskrevs av Champl.. Justicia pedemontana ingår i släktet Justicia och familjen akantusväxter. Inga underarter finns listade i Catalogue of Life.